# Cisna
Cisna est une localité polonaise, siège de la gmina de Cisna, située dans le powiat de Lesko en voïvodie des Basses-Carpates.